# Paphiopedilum spicerianum
Paphiopedilum spicerianum là một loài lan được miêu tả năm 1888. Nó được cho là loài đặc hữu của Assam (Ấn Độ) nhưng có thể phân bố rộng hơn trong phạm vi giữa Bhutan và đông bắc Myanmar.

## Hình ảnh

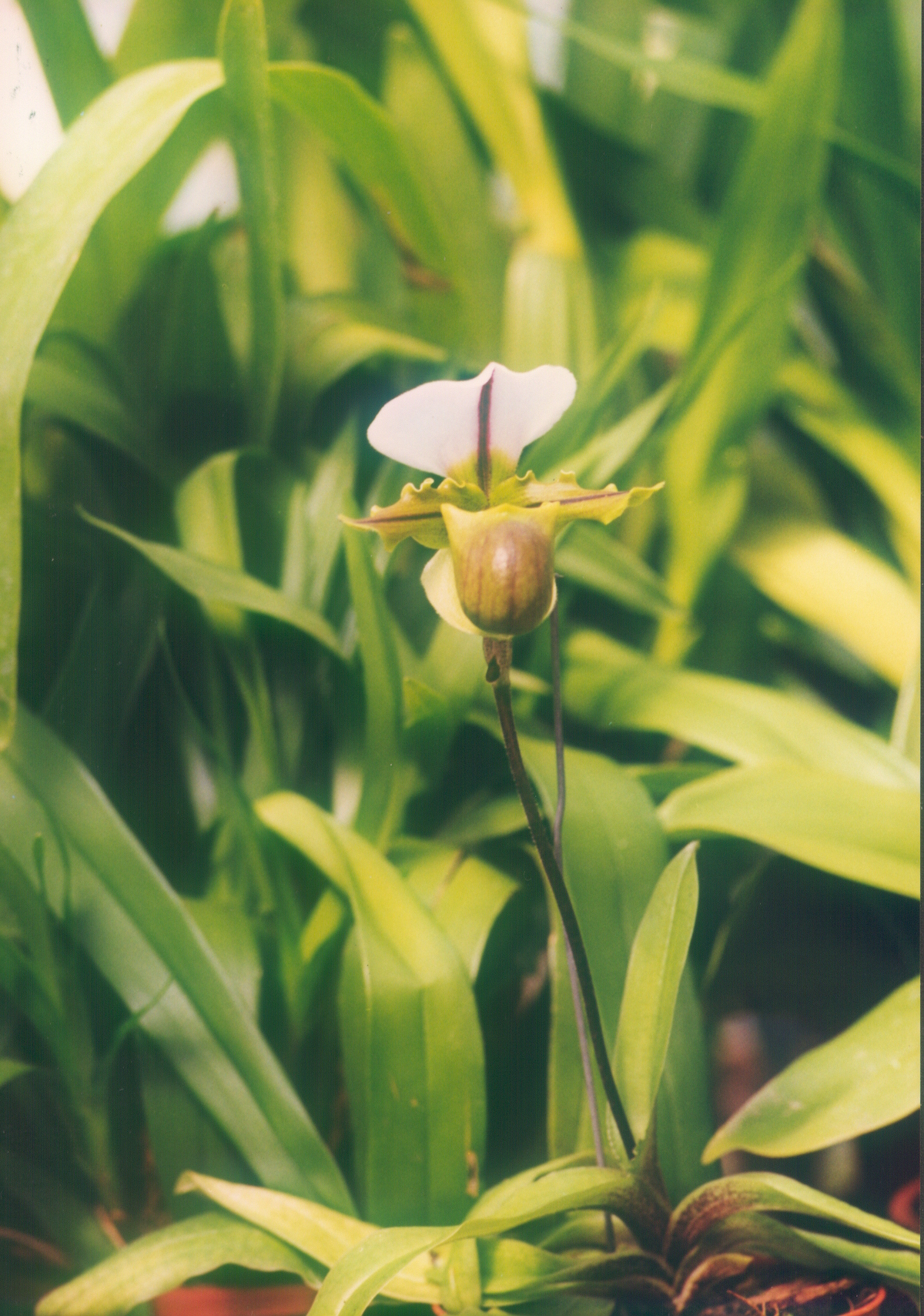
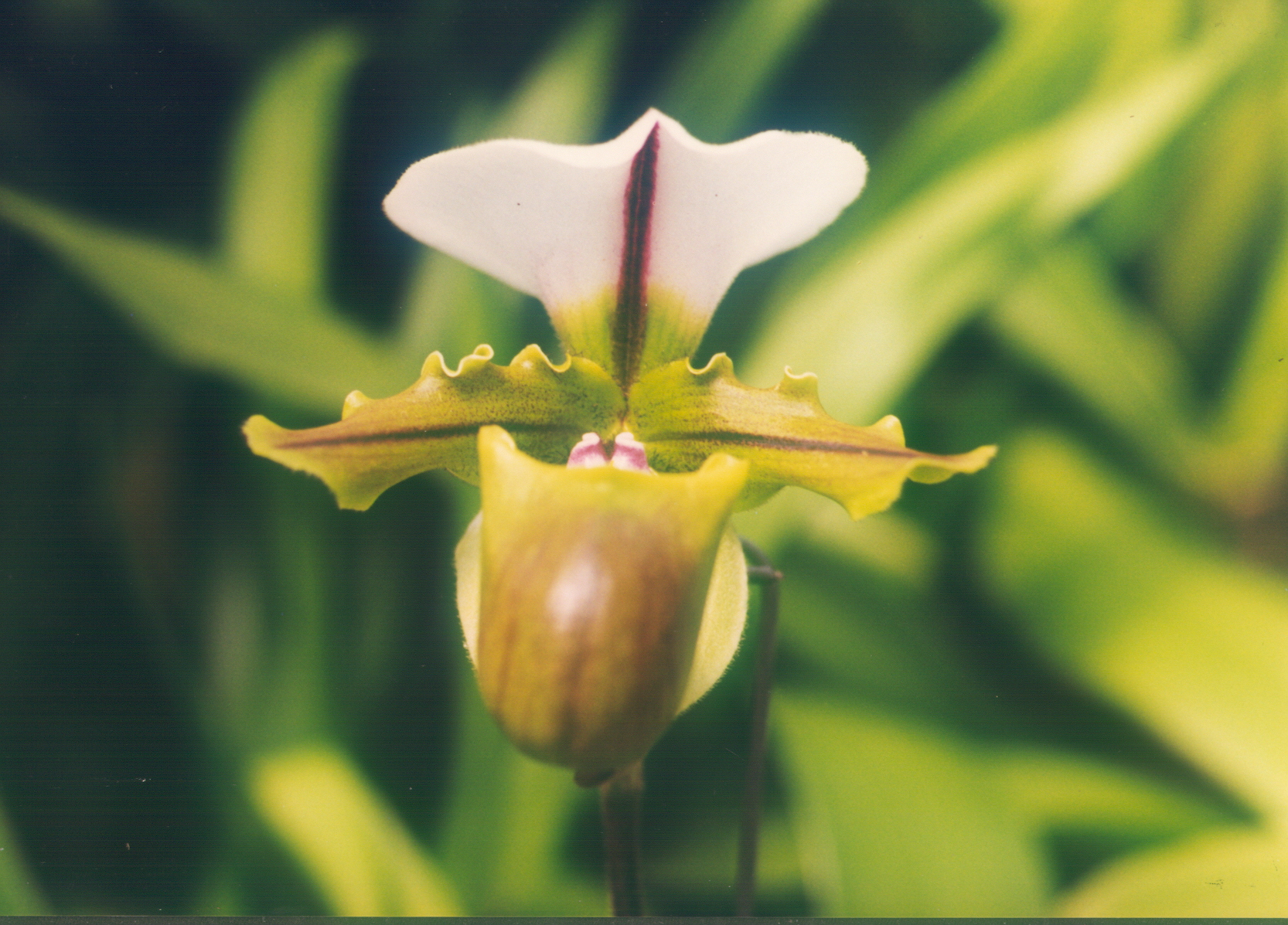
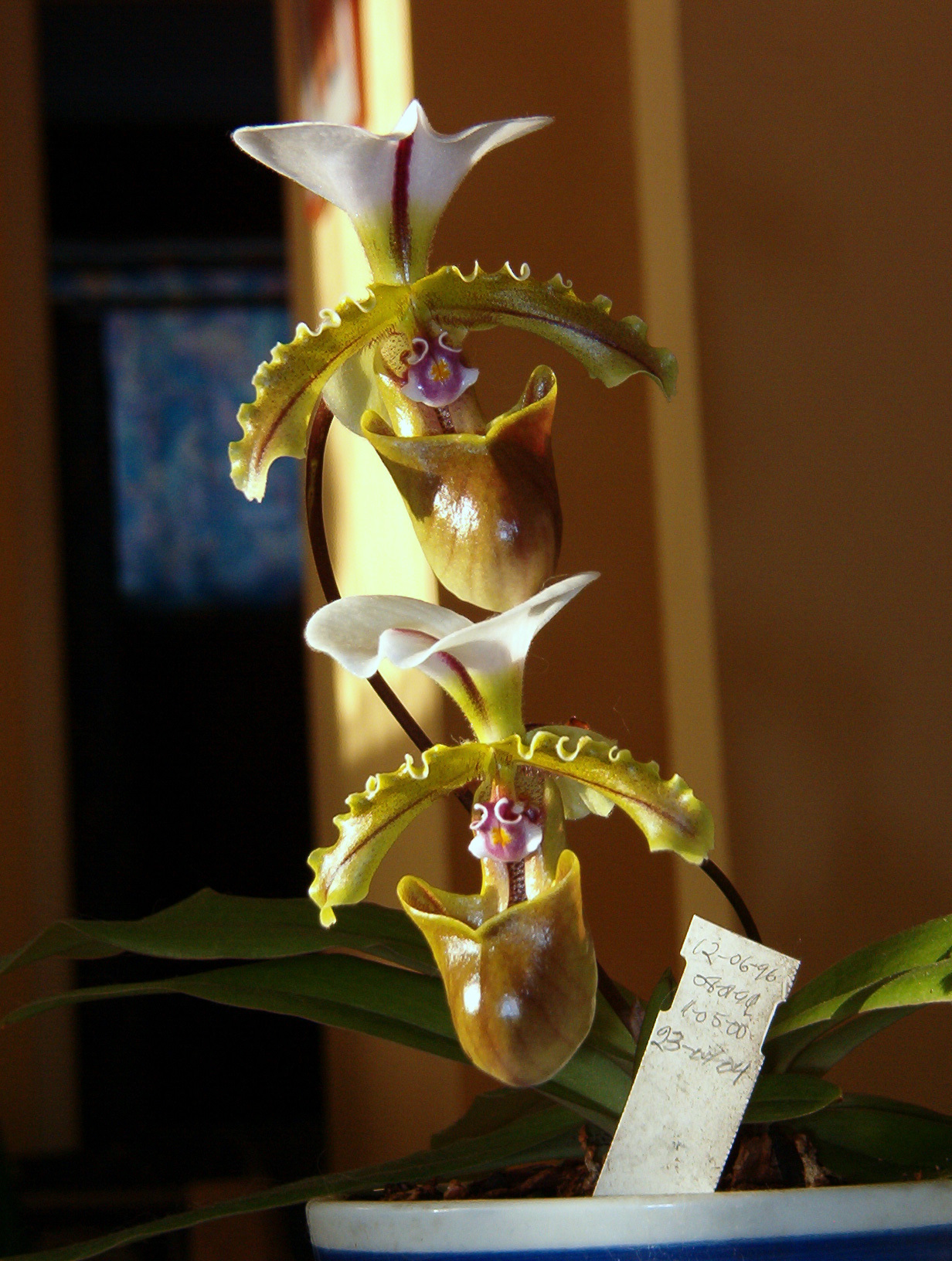
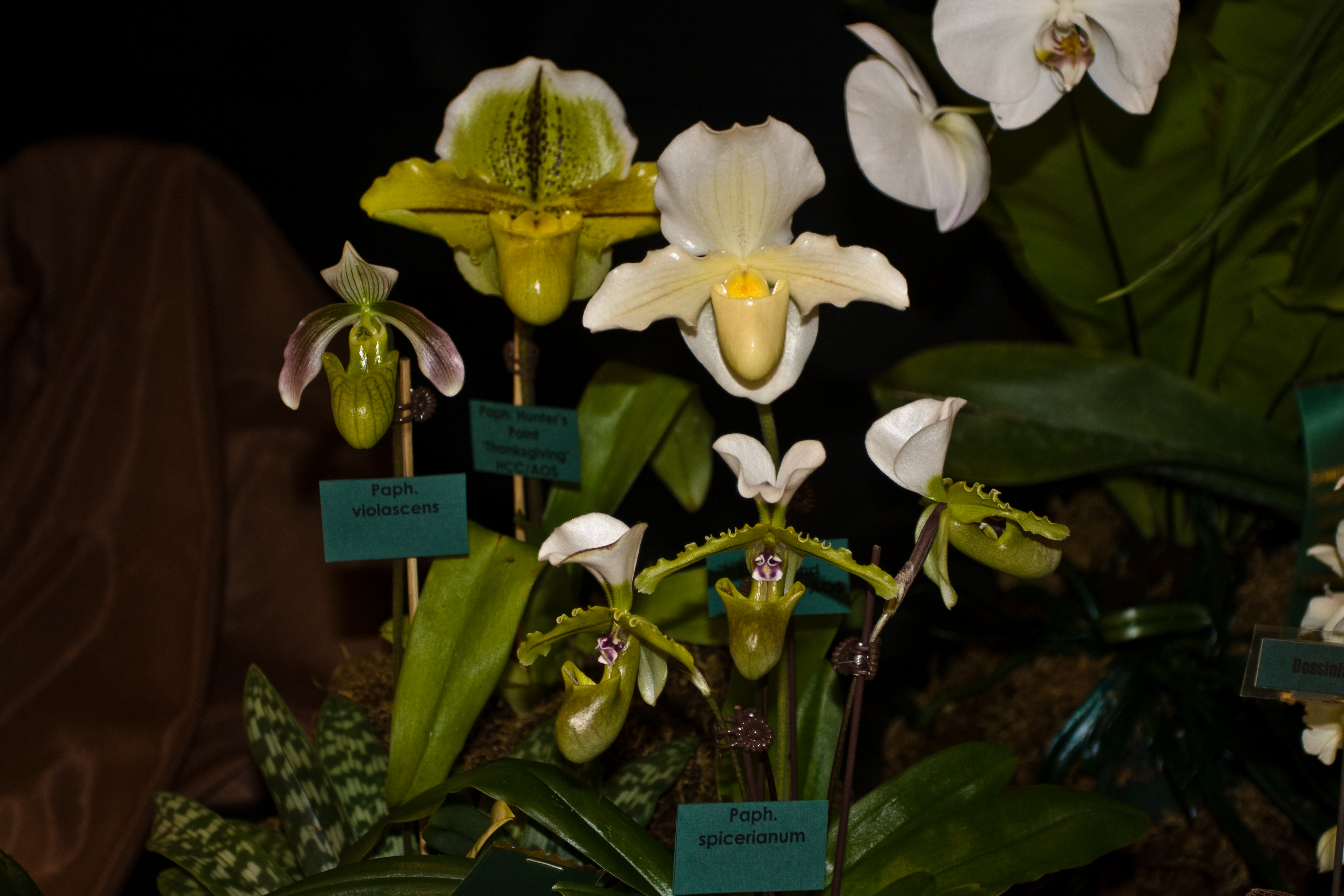